# La Llacuna (Toralla)
La Llacuna és una partida agrícola de muntanya del terme municipal de Conca de Dalt, a l'antic terme de Toralla i Serradell, en territori del poble de Toralla.
Està situada a prop i al sud de Toralla, al sud-oest de lo Planell i a ponent de lo Racó de Miquel. És també al sud-est de la Llania. Conté, a prop del seu extrem nord-est, la Cabana de la Llacuna.